# Saint-James (Francia)
Saint-James è un comune francese di 2 790 abitanti situato nel dipartimento della Manica nella regione della Normandia.

## Società

### Evoluzione demografica
Abitanti censiti